# سوني بوب
سوني بوب (بالإنجليزية: Sonny Bupp)‏ مواليد 10 يناير 1928 في نيويورك - الوفاة 1 نوفمبر 2007 في هندرسون، الولايات المتحدة، هو ممثل أمريكي بدأ مسيرته الفنية سنة 1934. شارك في قرابة 60 فلما.

## الأعمال
- سان فرانسيسكو (فيلم) (1936)
- الأفق المفقود (فيلم) (1937)
- المواطن كين (1941) (بدور: تشارلز فوستر كين الثالث)
- الرقيب يورك (فيلم) (1941)
- الشيطان ودانييل وبستر (فيلم) (1941) (بدور: مارتن فان ألدريتش)

## روابط خارجية
- سوني بوب على موقع IMDb (الإنجليزية)
- سوني بوب على موقع ألو سيني (الفرنسية)
- سوني بوب على موقع ألو سيني (الفرنسية)
- سوني بوب على موقع أول موفي (الإنجليزية)
- سوني بوب على موقع قاعدة بيانات الأفلام السويدية (السويدية)
- سوني بوب على موقع قاعدة بيانات الفيلم (الإنجليزية)
- سوني بوب على موقع كينوبويسك (الروسية)